# Schnackenweiher
Der umgangssprachlich als Schnackensee bezeichnete Schnackenweiher ist ein Weiher auf dem Gemeindegebiet der Stadt Gunzenhausen im mittelfränkischen Landkreis Weißenburg-Gunzenhausen. Namensgebend ist die westlich angrenzende Einöde Schnackenmühle. Im Rahmen des Fränkischen Seenlands und des nahen Altmühlsees wird der Weiher verstärkt als Bademöglichkeit genutzt.
Das Gewässer liegt am Rand des Spalter Hügellands, etwa auf halber Strecke zwischen Gunzenhausen und Haundorf auf einer Höhe von 422 m ü. NHN, westlich von Geislohe, nördlich von Sinderlach, nordöstlich von Laubenzedel und südöstlich von Büchelberg. Direkt an die nördlichen und östlichen Ufer anschließend liegt die Gemeindegrenze zu Haundorf.
Das etwa 4,5 Hektar große Gewässer wird vom Laubenzedeler Mühlbach durchflossen und zusätzlich vom Geislohergraben gespeist. Der Schnackenweiher gehört zusammen mit kleineren, direkt nördlich und östlich anliegenden Stillgewässern sowie den weiter nordöstlich liegenden Eichenberger Weiher, Speckweiher und Branderweiher zu einer Weiherkette. Zu mehreren dieser Weiher sowie zum südlich fließenden Koppenweihergraben existieren mehrere Verbindungen. Nicht zur Weiherkette gehören der etwa 600 Meter Luftlinie entfernte Kästleinsweiher und die im Nordwesten liegenden Schleißbühlweiher und Haundorfer Weiher.
Im Weiher beheimatet sind Karpfen, Weißfische, Graskarpfen, Hechte, Zander, Störe und Waller.